# Thysanotus anceps
Thysanotus anceps är en sparrisväxtart som beskrevs av John Lindley. Thysanotus anceps ingår i släktet Thysanotus och familjen sparrisväxter. Inga underarter finns listade i Catalogue of Life.